# World Heavyweight Championship (WWE)
Đai vô địch Đấu vật Hạng nặng Thế giới (tiếng Anh: World Heavyweight Championship) là giải vô địch đấu vật chuyên nghiệp hạng nặng thế giới dành cho nam thuộc sở hữu của WWE được sử dụng trong các trận đấu tranh đai độc quyền của Raw. Đây là một trong ba danh hiệu vô địch thế giới dành cho đô vật nam trong danh sách chính của WWE, cùng với WWE Championship và WWE Universal Championship, được tổ chức và bảo vệ chung với tên gọi là Undisputed WWE Championship của SmackDown. Nhà vô địch hiện tại là Jey Uso, người đang trong lần đầu tiên giữ đai. Anh đã đánh bại Gunther vào đêm 1 của WrestleMania 41 vào ngày 19 tháng 4 năm 2025.
Danh hiệu này được tạo ra là kết quả của Roman Reigns, người lúc đó cùng nắm giữ cả WWE Championship và Universal Championship với tư cách là Undisputed WWE Universal Champion. Với thông báo về WWE Draft 2023, World Heavyweight Championship đã được công bố vào ngày 24 tháng 4 năm 2023, tập Monday Night Raw và sau đó trở thành độc quyền của Raw sau khi Reigns và Undisputed WWE Universal Championship trở thành độc quyền của SmackDown. Nhà vô địch World Heavyweight đầu tiên là Seth "Freakin" Rollins.
Danh hiệu này khác với danh hiệu World Heavyweight Championship trước đây của WWE được tổ chức từ năm 2002 đến năm 2013 khi được hợp nhất thành WWE Championship. Mặc dù hai danh hiệu này có cùng tên, nhưng chúng không có nguồn gốc trực tiếp.

## Lịch sử

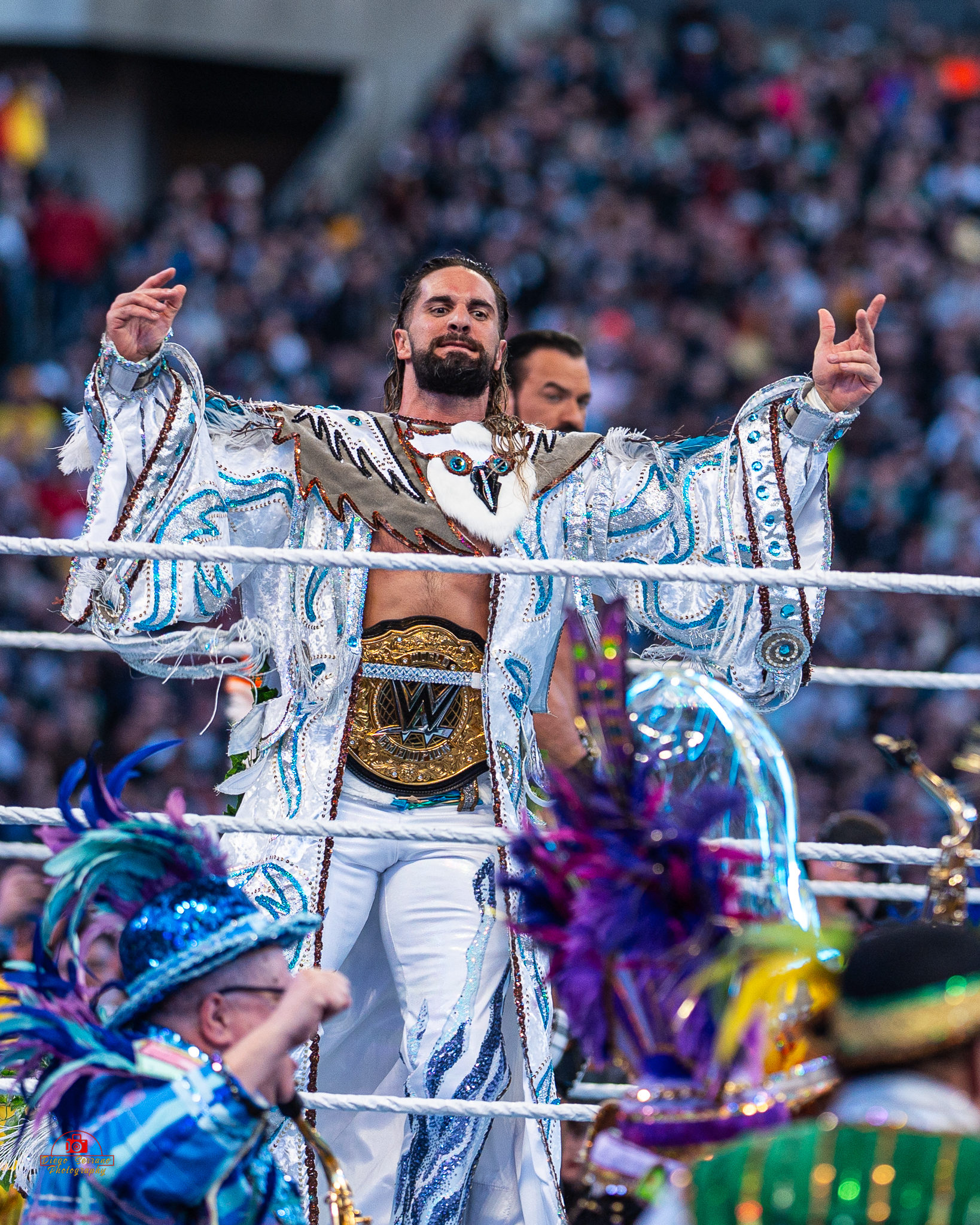
Nhà vô địch đầu tiên và có thời gian bảo vệ đai lâu nhất Seth "Freakin" Rollins

Vào ngày 24 tháng 4 năm 2023, trong tập Monday Night Raw, WWE Chief Content Officer Triple H đã công bố WWE Draft 2023, một quy trình phân công đô vật biểu diễn cho một thương hiệu. Sau đó, ông đã đề cập đến Roman Reigns và Undisputed WWE Universal Championship. Kể từ WrestleMania 38 vào tháng 4 năm 2022, Reigns đã nắm giữ và bảo vệ hai chức vô địch thế giới đó là WWE Championship và WWE Universal Championship, với tư cách là Undisputed WWE Universal Championship trên cả hai thương hiệu Raw và SmackDown. Tuy nhiên, do các điều khoản trong hợp đồng của mình, Reigns đã bảo vệ danh hiệu không thường xuyên. Triple H quyết định rằng Reigns và undisputed championship của anh ấy sẽ trở thành độc quyền cho một thương hiệu và một World Heavyweight Championship mới sẽ được bảo vệ trên thương hiệu kia. Người ta cũng tiết lộ rằng nhà vô địch đầu tiên sẽ được trao vương miện tại Night of Champions vào ngày 27 tháng 5 năm 2023. Trong Đêm 1 của đợt draft vào ngày 28 tháng 4 trong tập Friday Night SmackDown, Reigns đã được tuyển vào SmackDown, sau đó chức vô địch World Heavyweight Championship trở thành độc quyền của Raw.
Trong buổi họp báo Backlash vào ngày 5 tháng 5 năm 2023, Triple H đã công bố một giải đấu tranh đai bao gồm các đô vật từ cả hai thương hiệu với một bảng đấu cho mỗi thương hiệu. Vòng đầu tiên và bán kết cho mỗi bảng đấu được lên lịch cho các tập Raw và SmackDown vào ngày 8 tháng 5 và ngày 12 tháng 5. Các trận đấu vòng đầu tiên cho mỗi tập bao gồm hai trận đấu tay ba với những người chiến thắng tương ứng sẽ tiến vào bán kết trong một trận đấu đơn cùng đêm, với những người chiến thắng tương ứng sẽ tiến vào trận tranh chức vô địch tại Night of Champions. Theo nhà báo đấu vật Dave Meltzer, lý do các đô vật SmackDown được đưa vào giải đấu là do nỗ lực của WWE nhằm giữ chân người xem cho tập SmackDown ngày 12 tháng 5, vì chương trình này và các chương trình đấu vật khác trong tuần đó sẽ đối đầu trực tiếp với NBA playoffs 2023.
Những người tham gia Giải vô địch hạng nặng thế giới đã được tiết lộ vào ngày 7 tháng 5 trên kênh YouTube của WWE: Rollins, Cody Rhodes, Damian Priest, Finn Bálor, Shinsuke Nakamura và The Miz từ Raw, và AJ Styles, Austin Theory, Bobby Lashley, Edge, Rey Mysterio và Sheamus từ SmackDown. Trong tập Raw ngày 8 tháng 5, Rollins đã đánh bại Nakamura và Priest trong trận đấu tay ba đầu tiên trong khi Bálor đánh bại Miz và Rhodes trong trận đấu thứ hai. Sau đó, Rollins đã đánh bại Bálor ở bán kết để giành chiến thắng trong nhánh đấu của Raw. Trong tập SmackDown ngày 12 tháng 5, Styles đã đánh bại Edge và Mysterio trong trận đấu tay ba đầu tiên trong khi Lashley đánh bại Sheamus và Theory trong trận đấu thứ hai. Sau đó, Styles đã đánh bại Lashley ở bán kết để giành chiến thắng trong nhánh đấu của SmackDown, qua đó thiết lập trận chung kết giải đấu giữa Rollins và Styles. Tại Night of Champions, Rollins đã đánh bại Styles để trở thành Nhà vô địch hạng nặng thế giới đầu tiên. Danh hiệu này đã được bảo vệ lần đầu tiên trong tập Raw ngày 5 tháng 6.

## Giữ đai

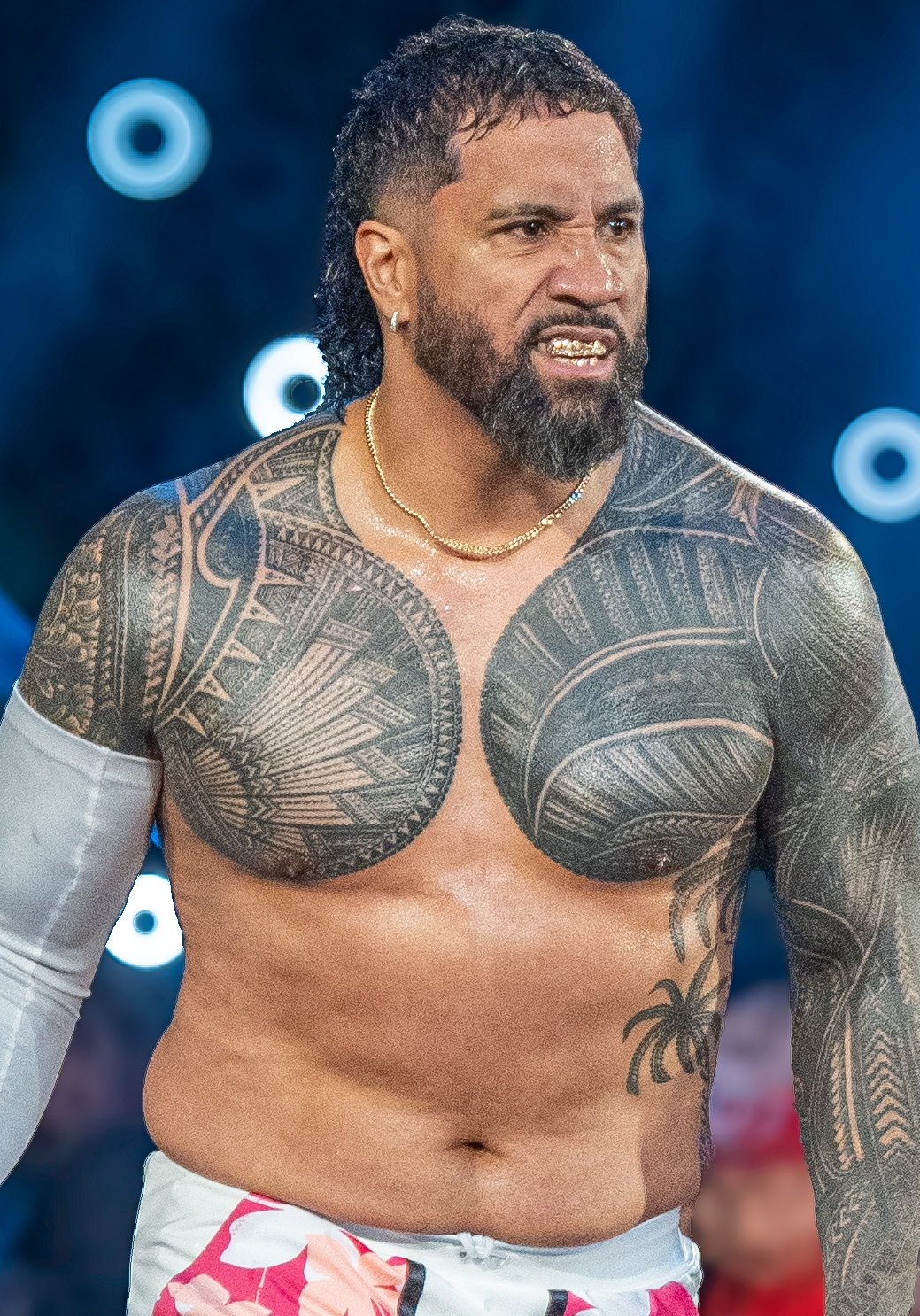
Nhà vô địch hiện tại Jey Uso

Tính đến ngày 26 tháng 4 năm 2025, đã có năm lần giữ đai giữa năm nhà vô địch. Nhà vô địch đầu tiên là Seth "Freakin" Rollins. Anh cũng có thời gian giữ đai dài nhất là 316 ngày, trong khi Drew McIntyre có thời gian giữ đai ngắn nhất là 5 phút 46 giây. Damian Priest là người giữ đai lớn tuổi nhất ở tuổi 41 trong khi Gunther là người trẻ nhất ở tuổi 36 năm 349 ngày.
Jey Uso là nhà vô địch hiện tại trong lần đầu tiên anh giữ đai. Anh đã giành được danh hiệu bằng cách đánh bại Gunther vào đêm 1 của WrestleMania 41 vào ngày 19 tháng 4 năm 2025, tại Paradise, Nevada
| Lần      | Số lần giữ đai của nhà vô địch được liệt kê cụ thể |
| Địa điểm | Thành phố mà nhà vô địch giành được danh hiệu      |
| Sự kiện  | Sự kiện mà nhà vô địch giành được danh hiệu        |

| Thứ tự | Đô vật                 | Ngày      | Sự kiện               | Địa điểm            | Số lần giữ đai | Số ngày giữ đai | Số ngày giữ đai được WWE công nhận | Ghi chú | Tham khảo     |
| ------ | ---------------------- | --------- | --------------------- | ------------------- | -------------- | --------------- | ---------------------------------- | --- | ------------- |
| 1      | Seth "Freakin" Rollins | 27/5/2023 | Night of Champions    | Jeddah, Ả Rập Xê Út | 1              | 316             | 316                                | Danh hiệu này được thiết lập và trao cho Raw sau khi đai vô địch Undisputed WWE Universal Championship trở thành độc quyền của SmackDown sau WWE Draft 2023. Rollins đã đánh bại AJ Styles trong trận chung kết giải đấu để trở thành nhà vô địch đầu tiên. | [ 11 ] [ 13 ] |
| 2      | Drew McIntyre          | 7/4/2024  | WrestleMania XL Đêm 2 | Philadelphia, PA    | 1              | <1              | <1                                 | | [ 14 ]        |
| 3      | Damian Priest          | 7/4/2024  | WrestleMania XL Đêm 2 | Philadelphia, PA    | 1              | 118             | 118                                | Priest cash-in Money in the Bank. | [ 14 ]        |
| 4      | Gunther                | 3/8/2024  | SummerSlam            | Cleveland, OH       | 1              | 259             | 258                                | | [ 15 ]        |
| 5      | Jey Uso                | 19/4/2025 | WrestleMania 41 Đêm 1 | Paradise, NV        | 1              | 1+              | 1+                                 | | [ 16 ]        |